# نهاد ترودو

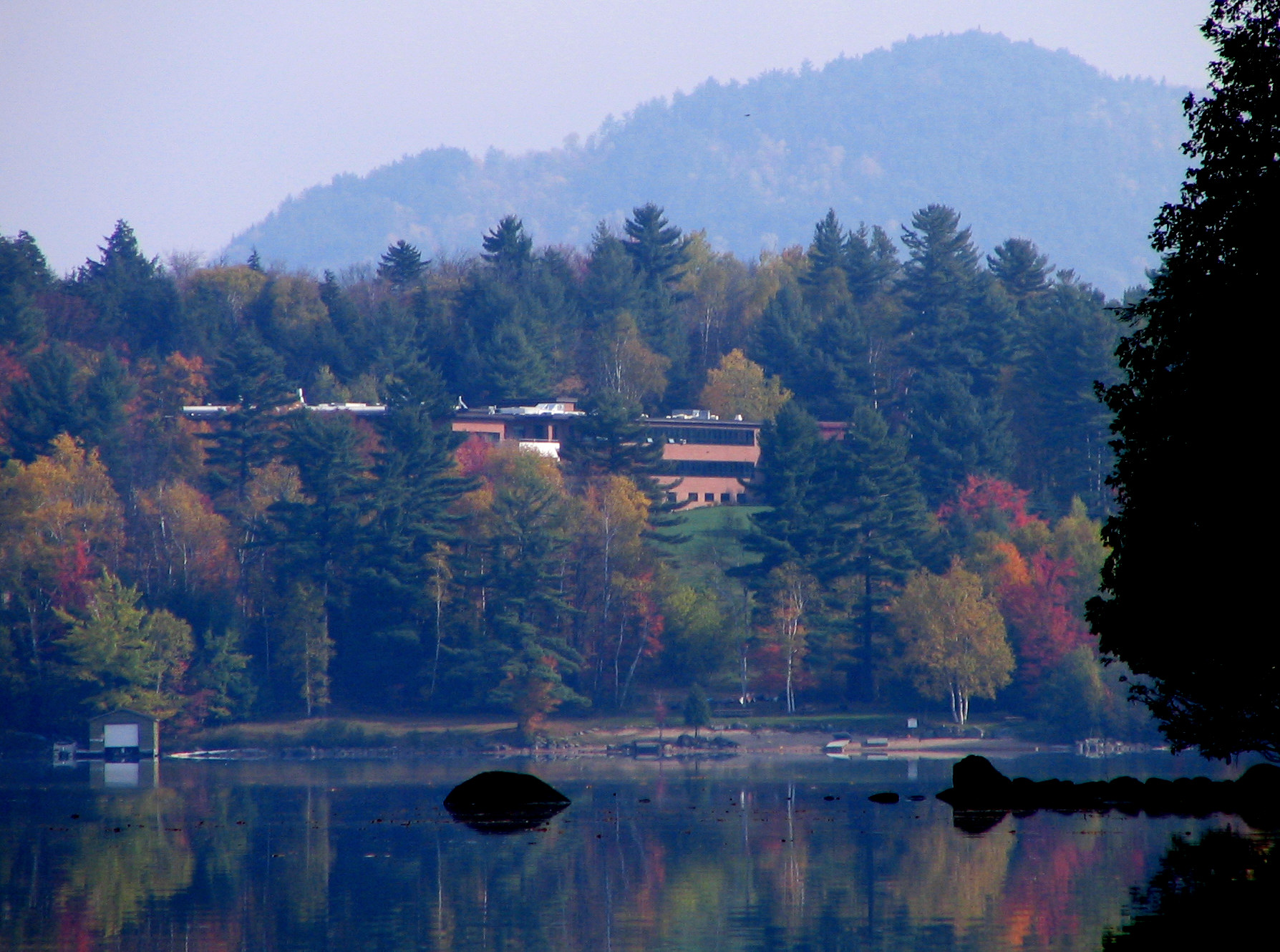
چشم انداز زمین‌های نهاد ترودو در کنار سارانک لیک کوچک

نهاد ترودو، (به انگلیسی: Trudeau Institute)، یک مرکز پژوهشی مستقل غیرانتفاعی است. این مرکز در یک زمین باز با مساحت ۱۷ هکتار کنار روستای سارانک لیک در ایالت نیویوریک در ایالات متحده واقع شده‌است. ماموریت علمی این مرکز پژوهش برای اکتشافاتی است که بهداشت انسانی را یهتر سازد.

این نهاد در سال ۱۸۸۴ با کوشش‌های دکتر ادوارد لیونیگ استون ترودو(Dr. Edward Livingston Trudeau)، تحت عنوان مرکز پژوهش سل سارانک لیک تأسیس گشت.

در ۱۸۷۳ دکتر ترودو به مرض سل دچار گشت و به پیشنهاد دوستان و دکتران محل زندگی خود را تغییر داد و به کوهستان ادایرندک (Adirondack Mountains) رفت و بیشتر اوقات را در کوهستان می‌گذارند. در ۱۸۸۲ دکتر ترودو دربارهٔ یک پزشک آلمانی به نام هرمان برهمر (Hermann Brehmer) خواند که توانسته بود با یک دوره درمان در هوای سرد و پاک کوهستانی سل را درمان نماید. با وجود این نمونه دکتر ترودو با کمک چند نفر کاسب ثروتمند مرکز پژوهش سل سارانک لیک را به راه انداخت